# Hämnd från andra sidan
Hämnd från andra sidan (engelska: Deadly Blessing) är en amerikansk slasherfilm från 1981 i regi av Wes Craven. Filmen berättar historien om en märklig figur som begår mord i ett nutida samhälle, som inte ligger långt ifrån ett annat samhälle som tror på uråldrig ondska och förbannelser. Dess huvudroller spelas av Ernest Borgnine, Maren Jensen, Susan Buckner och Sharon Stone. AllMovie kommenterar att filmen "finner regissören Wes Craven i en övergångsfas mellan hans hårt slående tidiga arbete och hans senare kommersiella framgångar."

## Handling
Filmen utspelar sig i ett lantligt område där en änka (spelad av Maren Jensen) blir indragen i en rad märkliga och skrämmande händelser efter att hennes man, som vuxit upp i en religiös sekt liknande Amish, dör under mystiska omständigheter. Sekten, kallad "Hittites", leds av en fanatisk man (Ernest Borgnine), som tror att kvinnorna i berättelsen är besatta av ondska – den så kallade "Incubus".

## Rollista
| Maren Jensen     | – Martha Schmidt |
| Sharon Stone     | – Lana Marcus    |
| Susan Buckner    | – Vicky Anderson |
| Jeff East        | – John Schmidt   |
| Colleen Riley    | – Melissa        |
| Douglas Barr     | – Jim Schmidt    |
| Lisa Hartman     | – Faith Stohler  |
| Lois Nettleton   | – Louisa Stohler |
| Ernest Borgnine  | – Isaiah Schmidt |
| Michael Berryman | – William Gluntz |
| Kevin Cooney     | – Sheriff        |